# Gornje Slakovce
Sllakoc i Epërm en albanais et Gornje Slakovce en serbe latin (en serbe cyrillique : Горње Слаковце) est une localité du Kosovo située dans la commune/municipalité de Gjilan/Gnjilane, district de Gjilan/Gnjilane (Kosovo) ou district de Kosovo-Pomoravlje (Serbie). Selon le recensement kosovar de 2011, elle compte 256 habitants, tous albanais.

## Histoire
La mosquée du village, construite en 1770, est proposée pour une inscription sur la liste des monuments culturels du Kosovo.

## Démographie

### Évolution historique de la population dans la localité
| 1948 | 1953 | 1961 | 1971 | 1981 | 1991 | 2011 |
| ---- | ---- | ---- | ---- | ---- | ---- | ---- |
| 610  | 650  | 608  | 665  | 652  | 622  | 256  |

|  |